# Vilmos Kertész
Vilmos Kertész (Budapest, 21 marzo 1890 – Sydney, 15 settembre 1962) è stato un calciatore ungherese, di ruolo centrocampista.

## Carriera

### Nazionale
Ha collezionato 47 presenze con la propria Nazionale.